# Portret Marguerite Khnopff
Portret Marguerite Khnopff (nizozemsko Portret van Marguerite Khnopff) je olje na platnu (na lesu), ki ga je leta 1887 naslikal belgijski simbolist Fernand Khnopff. Platno meri 96 × 74,5 cm. To je portret slikarjeve sestre Marguerite. Slika, ki jo je pridobil Heritage Fund of the King Baudouin Foundation, je deponirana v Kraljevih muzejih lepih umetnosti Belgije v Bruslju.

## Ozadje
Khnopff je ostal samski večino svojega življenja. Pri 50 letih se je poročil s šestnajst let mlajšo Marthe Worms, a je zakon razpadel manj kot tri leta pozneje. Khnopffovo zakonsko življenje ponazarja njegov moto »"Imamo samo sebe«, ki ga je z velikimi črkami dal izpisati nad svojo vilo v Bruslju. Za Khnopffa je človek izoliran posameznik, ki ne more računati na podporo okolice in čigar življenje se vedno konča v samoti.
Khnopff je kljub temu ohranil zelo strasten in intimen odnos s svojo sestro Marguerite, ki jo je naslikal večkrat. V Spominih (Du lawn tennis) (1889) jo predstavlja sedemkrat v isti kompoziciji in tako daje idealizirano sanjsko vizijo o njej, ki se zdi odmaknjena od zakonov prostora in časa. Slika beleži njegov premik proti simbolizmu ob koncu 1880-ih in jo lahko razumemo kot oris nadrealizma. Portret Marguerite ostaja očitno pod vplivom impresionističnih slikarjev, zlasti Jamesa McNeilla Whistlerja, ki ga je Khnopff občudoval.

## Opis
Upodobitev Marguerite v njeni beli obleki, barvi nedolžnosti, ustreza kriterijem idealne ženske. Obleka z visokim ovratnikom objame njeno postavo kot steznik in ne pušča vidne kože. Dolge rokavice, ki pokrivajo njene roke, odkrivajo strah pred fizičnim stikom. Vse do preloma stoletja je Khnopff pogosto slikal tovrstno serafinsko lepoto, povezano s skrivnostno, nedostopno in deviško žensko hkrati kot skušnjavo, največkrat v podobi svoje sestre Marguerite.
Nekateri umetnostni zgodovinarji menijo, da je bila Khnopffova strast do sestre izraz potlačenih incestuoznih želja. Vtis praznine, ki ga ustvarja belina dela, ustvarja vzdušje sterilne nedotakljivosti in poudarja zaprtost in plaho držo modela. Njen premikajoči se pogled oddaja določeno razdraženost. Zdi se, da je njena čudna zadržanost le fasada, morda skriva prepovedano erotično željo, čustvo do brata. Kot v skoraj vseh njegovih delih pa Khnopff prepušča gledalcu, da si predstavlja, kaj hoče. »Poimenovanje predmeta omejuje poezijo užitka«, je nekega dne zaupal, »užitek odkrivanja skrivnosti malo po malo«.

## Zgodovina
Portret Marguerite je bil ena Knopffovih najljubših slik. Bil je bistveni element »modre sobe«, nekakšnega svetišča v njegovem bruseljskem domu, Najsvetejšem, v katerem je hranil svoja najljubša dela. Ko je slikar umrl, je slika upravičeno pripadla njegovi sestri Marguerite, ki jo je prav tako ljubosumno hranila v svoji lasti. V spomin na pokojnega brata si je sama uredila svojo modro sobo, v kateri je sliko hranila pred pogledii. Slika je ostala v družini do leta 1984. Leta 1991 je bilo delo naprodaj pri Christie's v New Yorku. Sklad za dediščino fundacije kralja Baudouina jo je lahko kupil zahvaljujoč podpori Nacionalne loterije in jo nato dal v hrambo v Kraljeve muzeje lepih umetnosti Belgije v Bruslju, kjer je danes razstavljena.